# Peyton Walsh
Peyton Burke Walsh (ur. 23 czerwca 1992) – amerykański zapaśnik walczący w stylu klasycznym. Złoty medalista mistrzostw panamerykańskich w 2021 roku.